# 尼克森鎮區 (內布拉斯加州道奇縣)
尼克森鎮區（英語：Nickerson Township）是位於美國內布拉斯加州道奇縣的一個行政鎮區。

## 地方資料
尼克森鎮區的面積為97.47平方千米，當中陸地面積為96.34平方千米，而水域面積為1.13平方千米。根據2020年美國人口普查的數據，當地共有人口700人，而人口密度為每平方千米7.18人。